# Leo Proost

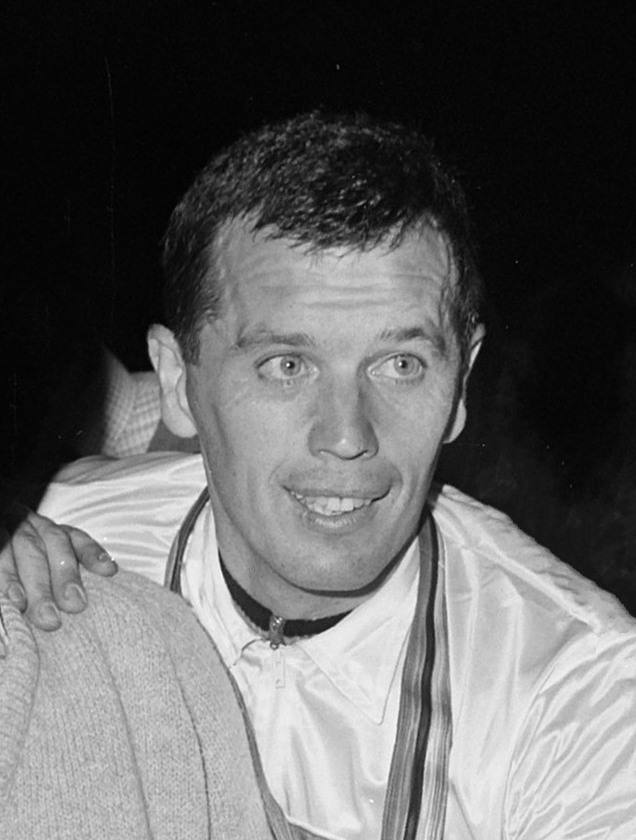
Leo Proost in 1967

Leo Proost (Oud-Turnhout, 1 november 1933 – Turnhout, 24 mei 2016) was een Belgisch wielrenner. 
Proost was vrijwel uitsluitend actief als baanwielrenner. Zijn eerste grote succes was in 1956 toen hij het Nationaal Kampioenschap Ploegkoers voor amateurs won samen met Fernand Leemans. In hetzelfde jaar begon zijn profloopbaan als baanwielrenner die duurde tot 1973. Zijn grootste successen behaalde hij in zijn specialiteit, het stayeren achter grote motoren. Hij werd in 1963, 1967 en 1968 wereldkampioen in deze discipline en van 1963 tot 1968 tevens Nationaal Kampioen. 
Proost nam in zijn carrière deel aan 25 zesdaagsen en won één keer, de Zesdaagse van Antwerpen in 1963 samen met Rik Van Steenbergen en Palle Lykke.

## Overwinningen en ereplaatsen
1956
- 1e bij het Nationaal Kampioenschap ploegkoers voor amateurs samen met Fernand Leemans
- 3e bij het Nationaal Kampioenschap achtervolging, amateurs

1959
- 3e in de Zesdaagse van Antwerpen
- 3e bij het Nationaal Kampioenschap achtervolging, Elite

1960
- 3e bij het Nationaal Kampioenschap Stayeren, Baan, Elite
- 2e bij het Nationaal Kampioenschap Achtervolging, Baan, Elite
- 2e in de Zesdaagse van Antwerpen

1961
- 2e in de 7e etappe Ronde van Duitsland
- 3e bij het Nationaal Kampioenschap Derny, Elite
- 3e bij het Nationaal Kampioenschap Stayeren, Baan, Elite
- 3e in de Zesdaagse van Antwerpen

1963
- 1e in de Zesdaagse van Antwerpen met Rik Van Steenbergen en Palle Lykke
- 3e bij het Europees Kampioenschap Stayeren, Baan, Elite
- 1e bij het Nationaal Kampioenschap Stayeren, Baan, Elite
- 1e bij het Wereldkampioenschap Stayeren, Baan, Elite

1964
- 1e bij het Europees Kampioenschap Stayeren, Baan, Elite
- 2e bij het Wereldkampioenschap Stayeren, Baan, Elite
- 1e bij het Nationaal Kampioenschap Stayeren, Baan, Elite
- 2e in de Zesdaagse van Antwerpen

1965
- 1e bij het Europees Kampioenschap Stayeren, Baan, Elite
- 1e bij het Nationaal Kampioenschap Stayeren, Baan, Elite

1966
- 2e bij het Europees Kampioenschap achter Dernies, Baan, Elite
- 1e bij het Nationaal Kampioenschap Stayeren, Baan, Elite
- 3e bij het Wereldkampioenschap Stayeren, Baan, Elite
- 3e in de Zesdaagse van Antwerpen

1967
- 1e bij het Nationaal Kampioenschap achter Derny's, Baan, Elite
- 1e bij het Nationaal Kampioenschap Stayeren, Baan, Elite
- 1e bij het Wereldkampioenschap Stayeren, Baan, Elite
- 3e in de Zesdaagse van Antwerpen

1968
- 2e bij het Europees Kampioenschap achter Derny's, Baan, Elite
- 1e bij het Wereldkampioenschap Stayeren, Baan, Elite
- 1e bij het Nationaal Kampioenschap Stayeren, Baan, Elite

1969
- 3e bij het Europees Kampioenschap achter Derny's, Baan, Elite
- 2e bij het Nationaal Kampioenschap Stayeren, Baan, Elite
- 2e in de Zesdaagse van Antwerpen

1970
- 2e bij het Nationaal Kampioenschap Stayeren, Baan, Elite

## Ploegen
- 1956: individueel
- 1957-1958: Libertas-Dr. Mann
- 1958: Faema-Guerra
- 1959-1961: Libertas-Euro Drinks
- 1962: Libertas
- 1963-1964: G.B.C.
- 1965: Dr. Mann
- 1966-1969: Mann-Grundig
- 1970: Hertekamp-Magniflex
- 1971: individueel
- 1972-1973: Goldor